# Nemanja Čović
Nemanja Čović (Serbian Cyrillic: Немања Човић; sinh 18 tháng 6 năm 1991 ở Novi Sad) là một tiền đạo bóng đá Serbia.

## Sự nghiệp
Trong mùa hè năm 2011, Čović được ký bởi Vojvodina theo dạng chuyển nhượng tự do. Anh ghi bàn trước Vaduz trong trận đấu mà Vojvodina thua 3–1 ở Vòng loại UEFA Europa League 2011–12.
Sau đó, khi chỉ trải qua một tháng với FK Vojvodina, Čović đến FK Spartak Zlatibor Voda.